# Nuno Sá
Nuno Sá (Madeira, 25 de marzo de 1997) es un jugador de baloncesto con nacionalidad portuguesa. Con 2 metros de estatura, juega en la posición de alero. Actualmente forma parte de la plantilla de Palmer Basket Mallorca de Primera FEB. Es internacional con la Selección de baloncesto de Portugal.

## Trayectoria
Sá nacido en Madeira es un alero formado en las categorías inferiores del CAB Madeira desde 2010 a 2013. Con apenas 16 años ingresa en la estructura del FC Porto en el que permanecería durante 3 años.
En la temporada 2016-17, firma por el Teramo Basket italiano para formar parte de su equipo juvenil.
En la temporada 2017-18, con apenas 20 años firma por el Illiabum Clube con el que debuta en la Liga Portuguesa de Basquetebol.
En la temporada 2019-20, forma parte de la plantilla del Basquetebol da Associação Desportiva Ovarense de la Liga Portuguesa de Basquetebol.
En 2019, regresa a las filas del CAB Madeira de su ciudad natal en el que disputa 3 temporadas.
En la temporada 2023-24, firma por el FC Porto con el que disputa la Liga Portuguesa de Basquetebol y la Eurocup.
En la temporada 2024-25, forma parte de la plantilla de la AD Galomar con el que disputa la Liga Portuguesa de Basquetebol, con el que promedia 9,9 puntos, 6,2 rebotes de promedio en 21 encuentros disputados.
El 15 de julio de 2025, firma por el Palmer Basket Mallorca de Primera FEB.

### Selección nacional
En las selecciones de formación, el exterior fue internacional con Portugal en los equipos sub-16, sub-18 y sub-20. En 2024, debutaría con la selección absoluta de Portugal.